# Falanuk
Der Falanuk (Eupleres goudotii), auch als Ameisenschleichkatze bezeichnet, ist eine Säugetierart aus der Familie der Madagassischen Raubtiere (Eupleridae). Er lebt auf Madagaskar und ernährt sich vorwiegend von Regenwürmern.

## Merkmale
Falanuks sind nach den Fossas die zweitgrößten Vertreter der Madagassischen Raubtiere. Sie erreichen eine Kopf-Rumpf-Länge von 46 bis 65 Zentimetern, wozu noch ein 22 bis 25 Zentimeter langer Schwanz kommt. Ihr Gewicht beträgt 1,6 bis 4,6 Kilogramm. Sie haben einen eigenwilligen Körperbau: der Rumpf ist langgestreckt und stämmig, die Füße sind groß und mit langen Krallen versehen. Der Schwanz ist breit und rundlich, aufgrund der langen Haare wirkt er buschig. Der Kopf ist verglichen mit dem Körper klein, die Schnauze ist lang und zugespitzt, die Ohren sind groß und rundlich. Auffallend sind die Zähne: diese sind klein und gleichförmig und erinnern in ihrem Bau an die Gebisse von Insektenfressern. In ihrem Körperbau zeigen sie einige Konvergenzen zum nicht näher verwandten Erdwolf.
Es werden zwei Unterarten unterschieden: die Nominatform E. g. goudotii hat ein rötlich-braunes Fell mit hellbraunem Bauch, sie ist mit maximal 50 Zentimetern Kopf-Rumpf-Länge und 2,1 Kilogramm die kleinere Unterart. Die zweite Unterart, E. g. major hat am Rücken ein dunkelbraunes bis graues Fell, der Bauch und die Innenseite der Schenkel sind orange; diese Unterart ist auch deutlich größer.

## Verbreitung und Lebensraum
Falanuks sind auf Madagaskar endemisch. Die Nominatform bewohnt die Regenwälder im Osten der Insel bis in 1600 Meter Seehöhe. Sie lebt häufig in der Nähe von Gewässern oder in Marschländern. Die Unterart E. g. major lebt in trockeneren Laubwäldern im westlichen und nordwestlichen Madagaskar, etwa in den Regionen Sambirano und Montagne d'Ambre. Die geographische Verteilung der beiden Unterarten ist aber noch nicht restlos geklärt.

## Lebensweise
Falanuks sind wahrscheinlich kathemeral, das heißt, sie können sowohl am Tag als auch in der Nacht aktiv sein. Als Schlafplätze verwenden sie Erdbaue anderer Tiere oder sie ziehen sich ins Wurzelwerk von Bäumen zurück. Sie halten sich vorwiegend am Boden auf, aufgrund der langen Krallen an den Vorderpfoten bewegen sie sich in einem schlingernden Gang fort. Falanuks leben einzelgängerisch, bei manchmal beobachteten Gruppen handelt es sich vermutlich um Mütter mit ihren Jungtieren. Es sind territoriale Tiere, die ihr Revier mit Drüsensekret markieren. Die Reviere sind vermutlich sehr groß, genaue Zahlenangaben gibt es nicht. Vor der kalten Trockenzeit können sie bis zu 800 Gramm Fett in ihrem Schwanz speichern, ihr Gewicht kann sich um bis zu 20 % erhöhen. Ob sie in eine Trockenstarre oder eine Hibernation fallen, ist nicht bekannt, zumindest in den östlichen Regenwäldern wurden Tiere auch in der Trockenzeit beobachtet.
Die Nahrung der Falanuks besteht vorrangig aus Regenwürmern, daneben nehmen sie auch Schnecken, Insekten, Frösche und Chamäleons zu sich. Ihre lange Schnauze und ihre Krallen helfen ihnen, das Erdreich oder das Laub nach Essbarem zu durchwühlen.

## Fortpflanzung
Die Paarung erfolgt am Ende der Trockenzeit, zwischen August und September, die Jungtiere kommen in der Regenzeit (November bis Januar) zur Welt. Die Wurfgröße beträgt eins oder zwei. Die Neugeborenen sind gut entwickelt, sie wiegen rund 150 Gramm, haben die Augen geöffnet und können nach ein bis zwei Tagen gehen. Entwöhnt werden sie mit rund neun Wochen.

## Bedrohung
Früher wurden die Schwänze der Falanuks von den Einwohnern als Schmuckobjekte verwendet. Heute sind eher die Waldzerstörung, verwilderte Hunde und die Konkurrenz der eingeschleppten Kleinen Indischen Zibetkatze dafür verantwortlich, dass die Bestände mehr und mehr zurückgehen und der Falanuk von der IUCN als „gering gefährdet“ (near threatened) geführt wird.

## Systematik
Traditionell wurde der Falanuk zu den Schleichkatzen gezählt. Nach neueren genetischen Untersuchungen wird er allerdings in eine neu aufgestellte Gruppe, die Madagassischen Raubtiere (Eupleridae) eingegliedert. Diese Untersuchungen ergaben, dass alle Raubtiere Madagaskars – die vorher in verschiedenen Familien geführt wurden – von einem gemeinsamen mangustenartigen Vorfahren abstammen, der wohl im späten Oligozän oder frühen Miozän (vor rund 24 bis 18 Millionen Jahren) die Straße von Mosambik überquert hat. Die nächsten Verwandten des Falanuk sind die Fanaloka und die Fossa, mit denen er die Unterfamilie der Euplerinae bildet.
Genauere Untersuchungen könnten ergeben, dass die beiden Unterarten künftig als getrennte Arten geführt werden.